# Spermophilus madrensis
Spermophilus madrensis е вид гризач от семейство Катерицови (Sciuridae). Видът е почти застрашен от изчезване.

## Разпространение и местообитание
Разпространен е в Мексико (Чиуауа).
Обитава гористи местности, планини, възвишения, склонове и ливади в райони с тропически, умерен и субтропичен климат, при средна месечна температура около 11,9 градуса.

## Описание
На дължина достигат до 17,2 cm, а теглото им е около 207,1 g.